# Mazurci (Chopin)
Pe parcursul anilor 1825-1849, Frédéric Chopin a scris cel puțin 59 de mazurci pentru pian, bazat pe dansul tradițional polonez :
- 58 au fost publicate
- 45 în timpul vieții lui Chopin, dintre care 41 au numere opus
- 13 posthomerius, dintre care 8 au numere postumum opus
- Sunt cunoscute alte 11 mazurci ale căror manuscrise sunt fie în mâini private (2), fie netratate (cel puțin 9).
- Numerotarea în serie a celor 58 de mazurci publicate în mod normal merge numai până la 51. Celelalte 7 sunt menționate prin numărul lor de cheie sau de catalog.

Compoziția lui Chopin a acestor mazurci a semnalat idei noi de naționalism.

## Origine
Chopin și-a întemeiat mazurcile pe dansul popular tradițional polonez , numit și mazurcă (sau "mazur" în poloneză). Cu toate acestea, în timp ce el a folosit modelul tradițional de mazurcă, el a reușit să-și transforme mazurcile într-un gen complet nou, unul care a devenit cunoscut sub numele de "gen Chopin".

## Compoziții
Chopin a început să compună mazurci în 1825 și a continuat să compună până în 1849, anul morții sale. Numărul de mazurci compuse în fiecare an variază, dar le compune constant pe parcursul acestei perioade.

## Stilul muzical
Deoarece mazurcile lui Chopin se conectează la mazurcile tradiționale poloneze, unele dintre caracteristicile genului rămân aceleași în interpretarea sa. De exemplu, atât versiunea tradițională a mazurcii, cât și cea a lui Chopin conțin o mare repetare. Aceasta poate însemna repetarea unei singure măsuri sau a unui mic grup de măsuri, repetarea unei teme sau chiar repetarea unei secțiuni întregi. 
Această repetare are sens în dansul tradițional pentru repetarea unei anumite secțiuni a dansului real; chiar dacă Chopin nu ar fi compus Mazurci , astfel încât acestea ar putea fi dansat, 
,
este clar că Chopin a ținut cont de forma originală. Mai mult, multe dintre modelele ritmice ale mazurcii tradiționale, de asemenea, apar în compozițiile lui Chopin, astfel încât ei încă să transmită ideea de dans, ci o piesă de dans stilizată mai "autonomă". În conformitate cu această idee, Chopin a încercat să facă Mazurcile sale mai interesante punct de vedere tehnic prin promovarea lor cromatism prin și armonie, ref name = "Camb Comp"/> , împreună cu utilizarea tehnicilor clasice, cum ar fi contrapunctul și fugile .  De fapt, Chopin a folosit mai multe tehnici clasice în mazurcile sale decât în oricare din celelalte genuri ale sale.  Una dintre aceste tehnici este o armonie de patru părți în maniera unui coral.

## Influențe
Deși se știe că mazurcile lui Chopin sunt conectațe la dansul tradițional, de-a lungul anilor a existat o dezbatere despre modul în care sunt conectate. Principalul subiect al acestei dezbateri este dacă Chopin a avut o legătură directă cu muzica populară poloneză sau dacă a auzit muzică națională poloneză în zonele urbane și s-a inspirat din aceasta pentru a-și compune mazurcile.
În 1852, la trei ani după moartea lui Chopin, Franz Liszt a publicat o piesă despre Mazurcile lui Chopin, spunând că Chopin a fost influențat în mod direct de muzica națională poloneză pentru a-și compune mazurcile. Liszt a oferit, de asemenea, descrieri ale unor scene de dans specifice, care nu erau complet exacte, ci "o modalitate de a ridica statutul acestor lucrări mazurkas".  În timp ce afirmația lui Liszt era inexactă, acțiunile cercetătorilor care i-au citit scrisoarea s-au dovedit a fi mai dezastruoase. La citirea operei lui Liszt, savanții au interpretat cuvântul "național" ca fiind "popular", creând "cel mai lung mit în picioare în critica lui Chopin - mitul că mazurcile lui Chopin sunt operele naționale înrădăcinate într-o tradiție autentică a muzicii poloneze". De fapt, cea mai probabilă explicație pentru influența lui Chopin este muzica națională pe care o auzise ca tânăr în zonele urbane din Polonia, cum ar fi Varșovia. 
După ce savanții au creat acest mit, l-au ajutat prin propriile lor scrieri în moduri diferite. Unii au ales anumite mazurci pe care le puteau aplica la un punct pe care încercau să-l facă în sprijinul conexiunii directe a lui Chopin cu muzica populară. Alții au făcut pur și simplu generalizări, astfel încât afirmațiile lor despre această legătură să aibă sens. În toate cazurile, deoarece acești scriitori erau bine respectați și purtau greutate în comunitatea științifică, oamenii au acceptat sugestiile lor ca fiind adevăruri, ceea ce a permis mitul să crească. Cu toate acestea, în 1921, Béla Bartók a publicat un eseu în care a spus că Chopin "nu cunoștea autentic muzica populară poloneză".  În momentul decesului său din 1945, Bartók a fost un compozitor foarte cunoscut și respectat, precum și un expert proeminent în muzica populară, astfel încât părerea sa și scrierea sa au avut o mare importanță. Bartók a sugerat că, în schimb, Chopin a fost influențat de muzică națională și nu folclorică.

## Aranjamentul
Compozitorul Pauline Viardot a fost un prieten apropiat al lui Chopin și al iubitei sale, George Sand , și a făcut o serie de aranjamente ale mazurcilor ca și cântece, cu acordul său complet. El a oferit sfaturi de experți Viardot cu privire la aceste aranjamente, precum și la jocul de pian și alte compoziții vocale. Chopin, la rândul lui, a derivat din ea câteva cunoștințe de primă mână despre muzica spaniolă . 
Au fost făcute mai multe aranjamente pentru pian și violoncel de Auguste Franchomme , un prieten al lui Chopin care a colaborat cu el pentru a compune concertantul Grand Duo și a fost, de asemenea, Sonata pentru violoncel, i-a fost dedicată.

## Lista mazurcilor
| Series Număr | Cheie                             | Compusă                  | Publicată           | Opus                         | Brown  | Kobylańska   | Chominski    | Dedicat                                   | Notes                                                                                         |
| ------------ | --------------------------------- | ------------------------ | ------------------- | ---------------------------- | ------ | ------------ | ------------ | ----------------------------------------- | --------------------------------------------------------------------------------------------- |
| –            | G, B flat                         | 1826                     | 1826                | –                            | B. 16  | KK IIa/2-3   | S 1/2        |                                           | Versiuni revizuite (versiunile originale au fost publicate în 1875)                           |
| 1–4          | F sharp m, C sharp m, E, E flat m | 1830                     | 1832                | Mazurca,Op. 6                | B. 60  |              | C. 51–54     | Contesa Pauline Plater                    |                                                                                               |
| 5–9          | B flat , Am, Fm, A flat, C        | 1830–31                  | 1832                | Mazurca,Op. 7                | B. 61  |              | C. 55–59     | M. Johns de la Nouvelle-Orléans           | Numerele 2 si 4 sunt versiuni revizuite; versiunea originală a Nr. 4 a fost publicată în 1902 |
| 10–13        | B flat, Em, A flat, Am            | 1832–33                  | 1834                | Mazurca, Op. 17              | B. 77  |              | C. 60–63     | Mlle. Lina Freppa                         |                                                                                               |
| 14–17        | Gm, C, A flat, B flat m           | 1834–35                  | 1836                | Mazurca, Op. 24              | B. 89  |              | C. 64–67     | Comte de Perthuis                         |                                                                                               |
| 18–21        | Cm, Bm, D flat, C sharp m         | 1836–37                  | 1837                | Mazurca, Op. 30              | B. 105 |              | C. 65–71     | Prințesa Maria Czartoryska de Württemberg |                                                                                               |
| 22–25        | G sharp m, D, C, Bm               | 1837–38                  | 1838                | Mazurca, Op. 33              | B. 115 |              | C. 72–75     | Contesa Roza Mostowska                    | Nr. 3 din Patru Mazurci; în Examenele pentru pian ARBSM sunt Gradul 6 (progamul 2015 & 2016)  |
| 26           | C sharp m                         | 1838 (28 Noiembrie)      | 1840                | Mazurca, Op. 41/1            | B. 122 |              | C. 77        |                                           |                                                                                               |
| 27–29        | Em, B, A flat                     | 1839 (Iulie)             | 1840                | Mazurca, Op. 41/2–4          | B. 126 |              | C. 76, 78–79 | Étienne Witwicki                          |                                                                                               |
| 50           | Am                                | 1840 (vara)              | 1841                | –                            | B. 134 | KK IIb/4     | S 2/4        |                                           | Notre temps; în "Six Morceaux de salon"                                                       |
| 51           | Am                                | 1840                     | 1841                | –                            | B. 140 | KK IIb/5     | S 2/5        | Émile Gaillard                            | În "Album de pianistes polonais"                                                              |
| 30–32        | G, A flat, C sharp m              | 1841–42                  | 1842                | Mazurca, Op. 50              | B. 145 |              | C. 80–82     | Leon Szmitkowski                          |                                                                                               |
| 33–35        | B, C, Cm                          | 1843                     | 1844                | Mazurca, Op. 56              | B. 153 |              | C. 83–85     | Catherine Maberly                         |                                                                                               |
| 36–38        | Am, A flat, F sharp m             | 1845 (Iunie–Iulie)       | 1846                | Mazurkas, Op. 59             | B. 157 |              | C. 86–88     |                                           |                                                                                               |
| 39–41        | B, Fm, C sharp m                  | 1846 (începutul toamnei) | 1847                | Mazurca, Op. 63              | B. 162 |              | C. 89–91     | Contesa Laura Czosnowska                  |                                                                                               |
| 42, 44       | G, C                              | 1835                     | 1855                | Mazurkca, Op. posth. 67/1, 3 | B. 93  |              | C. 92, 94    | Anna Mlokosiewicz                         |                                                                                               |
| 45           | Am                                | 1846                     | 1855                | Mazurkca, Op. posth. 67/4    | B. 163 |              | C. 95        |                                           |                                                                                               |
| 43           | Gm                                | 1849 (vara)              | 1855                | Mazurca, Op. posth. 67/2     | B. 163 |              | C. 93        |                                           |                                                                                               |
| 47           | Am                                | 1827                     | 1855                | Mazurca, Op. posth. 68/2     | B. 18  |              | C. 97        |                                           |                                                                                               |
| 48           | F                                 | 1829                     | 1855                | Mazurca, Op. posth. 68/3     | B. 34  |              | C. 98        |                                           | Citează melodia populară "Oj, Magdalino"                                                      |
| 46           | C                                 | 1829                     | 1855                | Mazurca, Op. posth. 68/1     | B. 38  |              | C. 96        |                                           |                                                                                               |
| 49           | Fm                                | 1849 (vara)              | 1855                | Mazurca, Op. posth. 68/4     | B. 168 |              | C. 99        |                                           | "Ultima compoziție a lui Chopin"; publicată prima dată într-o formă incompletă în 1855        |
| –            | C                                 | 1833                     | 1870                | –                            | B. 82  | KK IVb/3     | P 2/3        |                                           |                                                                                               |
| –            | D                                 | 1829                     | 1875                | –                            | B. 31  | KK IVa/7     | P 1/7        |                                           | Revizuit puternic în 1832 (vezi B. 71, KK IVb/2; rev. vers. pub. 1880)                        |
| –            | D                                 | 1832                     | 1880                | –                            | B. 71  | KK IVb/2     | P 1/7        |                                           | O versiune puternică revizuită a lui B.31, KK IVa/7                                           |
| –            | B flat                            | 1832 (24 Iunie)          | 1909                | –                            | B. 73  | KK IVb/1     | P 2/1        | Alexandrine Wolowska                      |                                                                                               |
| –            | D                                 | 1820 (?)                 | 1910 (20 Februarie) | –                            | B. 4   | KK Anh. Ia/1 | A 1/1        |                                           | "Mazurek"; îndoielnic                                                                         |
| –            | A flat                            | 1834 (Iulie)             | 1930                | –                            | B. 85  | KK IVb/4     |              |                                           |                                                                                               |
| –            | ?                                 | "Devreme"                | –                   | –                            | –      | KK Vf        |              |                                           | "Mai multe mazurci"; pierdute                                                                 |
| –            | D                                 | 1826 (?)                 | –                   | –                            | –      | KK Ve/5      |              |                                           | Menționată în literatură; MS necunoscut                                                       |
| –            | G                                 | 1829 (22 August)         | ?                   | –                            | –      | –            |              |                                           | Setarea unui poem de Ignac Maciejowski                                                        |
| –            | ?                                 | 1832                     | –                   | –                            |        | KK Vc/2      |              |                                           | Menționată într-o scrisoare de la Chopin din 10 septembrie 1832                               |
| –            | ?                                 | 1832 (14 Septembrie)     | –                   | –                            |        | KK Ve/7      |              |                                           | Listată într-un catalog de licitații, Paris, 1906                                             |
| –            | B flat                            | 1835                     | –                   | –                            |        | KK Ve/4      |              |                                           | MS a vândut-o în Paris, pe 20 iunie 1977                                                      |
| –            | ?                                 | 1846 (din Decembrie)     | –                   | –                            | –      | KK Vc/4      |              |                                           | Menționată într-o scrisoare de la Chopin                                                      |
| –            | A, Dm                             | ?                        | –                   | –                            | –      | KK VIIb/7-8  |              |                                           | Allegretto si Mazurka; MS a vândut-o în Paris pe 21 noiembrie 1974                            |
| –            | B flat m                          | ?                        | –                   | –                            | –      | KK Anh. Ib   |              |                                           | Îndoielnică                                                                                   |
| –            | ?                                 | ?                        | –                   | –                            | –      | KK Ve/8      |              |                                           | Menționată în 1878 într-o coresponență dintre Breitkopf & Hartel și Izabela Barczinska        |
| –            | ?                                 | ?                        | –                   | –                            | –      | KK Ve/6      |              | Mme Nicolai                               | Menționată într-o scrisoare de la Augener & Co. la C.A. Spina 21 mai 1884                     |